# عرض إجمالي

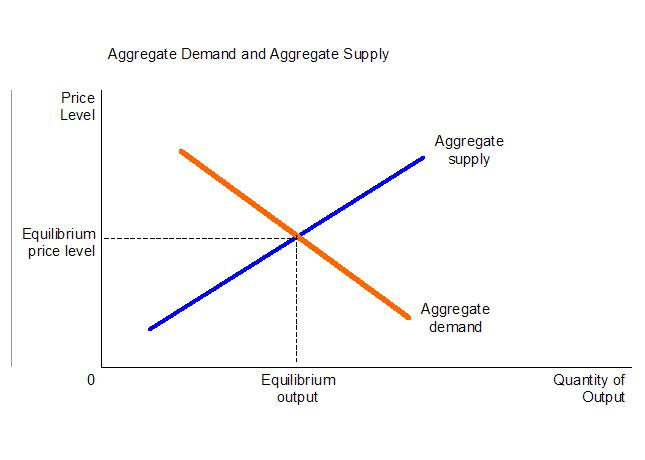
رسم بياني للعلاقة بين إجمالي الطلب وإجمالي العرض وفقا لنظرية الاقتصاد الكلي.

العرض الإجمالي (بالإنجليزية: Aggregate supply)‏ هو إجمالي المعروض من السلع والخدمات للبيع (من قبل الشركات ضمن الاقتصاد الوطني) خلال فترة زمنية محددة.

## تعريف
العرض الإجمالي يمثل القيمة الإجمالية للسلع والخدمات التي ترغب المؤسسات في إنتاجها طوعاً خلال فترة معينة من الزمن.

والعرض الإجمالي تابع في المدخلات والتكنولوجيا المتاحة ومستوى الأسعار.